# Syndrome neurogène périphérique
Le syndrome neurogène périphérique correspond aux symptômes et signes cliniques se manifestant lors des maladies du système nerveux périphérique. Ces symptômes sont liés à l'atteinte du neurone périphérique à partir de son origine (au niveau de la corne antérieure de la moelle épinière (motoneurone), au niveau du ganglion spinal (neurone sensitif) et au niveau des noyaux des nerfs crâniens) jusqu'à sa terminaison (troncs nerveux).

## Symptômes et signes cliniques
Les principaux symptômes sont une faiblesse d'un ou plusieurs membres, souvent accompagnée de troubles sensitifs. Lors de l'examen neurologique, on retrouve en particulier des déficits moteurs et sensitifs, une amyotrophie, des fasciculations ainsi qu'une diminution des réflexes ostéotendineux.

## Formes topographiques

### Lésion du neurone moteur
La lésion est située au niveau de la corne antérieure de la moelle. Elle réalise un syndrome neurogène périphérique dit « moteur pur ». Il associe  des crampes et des fasciculations. Ces fasciculations témoignent en général d'une dégénérescence du corps cellulaire au niveau de la corne antérieure de la moelle.

### Lésion du neurone sensitif
La lésion est située au niveau du ganglion spinal (anciennement ganglion rachidien). Le syndrome associe au début des douleurs, des paresthésies et un déficit sensitif pur de topographie distale, qui diffuse ultérieurement à tout le corps.

### Lésion d'une racine
Les symptômes vont dépendre de la localisation de la lésion. Une lésion au niveau de la racine antérieure engendrera un déficit moteur de topographie radiculaire, tandis qu'une lésion au niveau de la racine postérieure donnera une hypoesthésie dans le dermatome correspondant à cette racine. Une atteinte simultanée des deux racines résultera en un déficit sensitivomoteur de topographie radiculaire.

### Lésion d'un tronc nerveux
Elle est à l'origine d'un syndrome tronculaire sensitivomoteur.

### Lésion diffuse du système nerveux périphérique
Elle touche les racines et les troncs nerveux.

## Examens complémentaires
L'électromyogramme montre un tracé dit « neurogène ».